# Crime Scene
Crime Scene (kor. 크라임씬 Keuraim Ssin) – południowokoreański program rozrywkowy transmitowany na antenie JTBC. Teleturniej był zapowiadany jako pierwszy w kraju detektywistyczny program RPG. Program był emitowany w środy o 23:00.
Pierwszy sezon był emitowany o 23:00 od 10 maja do 12 lipca 2014 roku, drugi od 1 kwietnia roku do 24 czerwca 2015 roku. Trzeci sezon był emitowany od 21 kwietnia do 14 lipca 2017 roku.
Jest to program detektywistyczny, w którym sześciu sławnych graczy staje się podejrzanymi w sprawie o morderstwo (oparte na rzeczywistym zdarzeniu) i musi udowodnić swoją niewinność, starając się znaleźć prawdziwego przestępcę ukrywającego się wśród nich. Dodatkowym elementem wprowadzonym przez ekipę produkcyjną jest system głosowania w czasie rzeczywistym, który umożliwiał widzom udział w procesie dedukcji.
W 2024 roku miał premierę czwarty sezon programu, pod tytułem Crime Scene Returns (kor. 크라임씬 리턴즈). Wystąpili w nim Park Ji-yoon i Jang Jin (z trzeciego sezonu) oraz Jang Dong-min (z drugiego sezonu). Dołączyli do nich Key z Shinee, Joo Hyun-young i An Yu-jin z Ive. W rolę asystenta detektywa wcielił się piosenkarz Lee Jin-woo z Ghost9. Sezon miał premierę na kanale TVING 9 lutego 2024 roku. 

## Zasady gry
Na początku gry, graczom (zarówno stałej obsadzie jak i osobom występującym gościnnie) zostaje przedstawiona „scena zbrodni”, którą zostaje odtworzona na planie. Ich zadaniem jest dowiedzieć się, kto jest mordercą. Po zbadaniu sceny zbrodni gracze zostają poinformowani o wydarzeniach, które miały miejsce przed morderstwem i otrzymują listę potencjalnych podejrzanych. Każdy gracz wybiera rolę podejrzanego, którą chce odegrać w pozostałej części programu. Następnie gracze otrzymują bardziej szczegółowe informacje o wybranym podejrzanym, w tym jego osobowość, miejsce pobytu w czasie przestępstwa, stosunek innymi podejrzanymi i (w przypadku mordercy) dowody, które mogą być wykorzystane przeciwko niemu. Reszta dochodzenia jest podzielona na kilka segmentów:
- Przedstawienie alibi
- 5-Minute Briefing lub Free Briefing
- Pierwsze typowanie przestępcy
- „Free Talk”
- Wskazówki
- Dodatkowe śledztwo na miejscu zbrodni
- Przesłuchanie 1-na-1
- Ostateczne typowanie przestępcy

Od sezonu drugiego pojawiła się dodatkowa rola „detektywa” oraz zmieniono system nagród.

## Obsada programu

### Sezon 1
| Imię          | Zawód                                       | Występowanie        |
| ------------- | ------------------------------------------- | ------------------- |
| Jun Hyun-moo  | Prezenter                                   | Sezon 1             |
| NS Yoon-G     | Piosenkarka                                 | Sezon 1             |
| Lim Bang-geul | Prawnik                                     | Sezon 1 (odc. 1-6)  |
| Kang Yong-suk | Prawnik, prezenter                          | Sezon 1 (odc. 7-10) |
| Hong Jin-ho   | Prezenter, były zawodowy gracz w StarCrafta | Sezon 1–2           |
| Park Ji-yoon  | Prezenterka                                 | Sezon 1–3           |

### Sezon 2
| Imię          | Zawód                                       | Występowanie |
| ------------- | ------------------------------------------- | ------------ |
| Hong Jin-ho   | Prezenter, były zawodowy gracz w StarCrafta | Sezon 1–2    |
| Park Ji-yoon  | Prezenterka                                 | Sezon 1–3    |
| Jang Dong-min | Prezenter                                   | Sezon 2      |
| Hani          | Piosenkarka                                 | Sezon 2      |
| Jang Jin      | Reżyser                                     | Sezon 2–3    |

- Choi Won-myung w roli asystenta detektywa

### Sezon 3
| Imię          | Zawód            | Występowanie                |
| ------------- | ---------------- | --------------------------- |
| Park Ji-yoon  | Prezenterka      | Sezon 1–3                   |
| Jang Jin      | Reżyser          | Sezon 2–3                   |
| Kim Ji-hoon   | Aktor            | Sezon 3 (sezon 2 gościnnie) |
| Yang Se-hyung | Prezenter, komik | Sezon 3                     |
| Jung Eun-ji   | Piosenkarka      | Sezon 3                     |

- Kim Min-kyu w roli asystenta detektywa.

### Sezon 4
| Imię           | Zawód       |
| -------------- | ----------- |
| Park Ji-yoon   | Prezenterka |
| Jang Jin       | Reżyser     |
| Jang Dong-min  | Prezenter   |
| Key            | Piosenkarz  |
| Joo Hyun-young | Aktorka     |
| An Yu-jin      | Piosenkarka |

- Lee Jin-woo w roli asystenta detektywa.

## Lista odcinków

### Sezon 1
| córka Lee Bo-eun (Lim Bang-geul) |

| Aresztowany: Jun Hyun-moo Wygrana: Lim Bang-geul |

| Przewodniczący klasy Tom (Hong Jin-ho) |

| Aresztowana: Park Ji-yoon Wygrana: Hong Jin-ho |

| Sekretarka Kim (NS Yoon-G) |

| Aresztowana: NS Yoon-G Wygrana: Jun Hyun-moo, Hong Jin-ho, Lim Bang-geul, Park Ji-yoon |

| Larceny Park (Park Ji-yoon) |

| Aresztowany: Hong Jin-ho Wygrana: Park Ji-yoon |

| Reżyser Hong (Hong Jin-ho) |

| Aresztowany: Hong Jin-ho Wygrana: Jun Hyun-moo, Kang Yong-suk, NS Yoon-G, Park Ji-yoon |

| Reporter Jun (Jun Hyun-moo) |

| Aresztowana: Park Ji-yoon Wygrana: Jun Hyun-moo |

| Gwiazdor Jun (Jun Hyun-moo) |

| Aresztowany: Jun Hyun-moo Wygrana: Hong Jin-ho, Kang Min-hyuk, Kang Yong-suk, NS Yoon-G, Lim Moon-gyu |

### Sezon 2
| Superstar Writer |

| Park Ji-yoon: 35 Hong Jin-ho: 70 Jang Jin: 30 Jang Dong-min: 55 Hani: 70 |

| Diler Jang (Jang Dong-min) |

| Aresztowany: Hong Jin-ho Wygrana: Jang Dong-min (+300) |

| Pracownik Kim (Kim Ji-hoon) |

| Aresztowany: Hani Wygrana: Kim Ji-hoon (+300) |

| Beauty Park/Park Kang-nam (Park Ji-yoon) |

| Aresztowany: Park Ji-yoon Wygrana: Hong Jin-ho (+100), Jang Jin (+100), Jang Dong-min (+200), Hani (+100) |

| Chłopak Jang (Jang Dong-min) |

| Aresztowany: Jang Dong-min Wygrana: Xiumin (+100), Jang Jin (+100), Hani (+100) |

| Wokalista Si (Xiumin) |

| Aresztowany: Xiumin Wygrana: Hong Jin-ho (+200), Park Ji-yoon(+100), Jang Dong-min (+100), Hani (+100) |

| Menedżer Si (Xiumin) |

| Aresztowany: Jang Dong-min Wygrana: Xiumin (+400) |

| Stewardesa Ha (Hani) |

| Ofiara: Hong Jin-ho (Kaptan Hong) Aresztowany: Hani Wygrana: Park Ji-yoon (+100), Jang Dong-min (+100), NS Yoon-G (+100) |

| Jang Jin-ho (Hong Jin-ho) |

| Aresztowany: Jang Jin Wygrana: Hong Jin-ho (+500) |

| Wróżka Ha (Hani) |

| Aresztowany: Hani Wygrana: Park Ji-yoon (+100), Jang Jin (+100), BoA (+100) |

| Amator Jang/Agent Jang (Jang Dong-min) |

| Aresztowany: Jang Dong-min Wygrana: Park Ji-yoon (+100), Jang Jin (+100), Hani (+100) |

| Jang Jin |

| Aresztowany: Jang Jin Wygrana: Hong Jin-ho, Park Ji-yoon, Hani, Pyo Chang-won |

| Rzeczywisty zabójca: Park Ji-yoon |

| Aresztowany: Park Ji-yoon Wygrana: Hong Jin-ho (+200), Jang Dong-min (+200), Jang Jin (+200), Hani (+200) |

### Sezon 3
| Przedstawiciel Song (Song Jae-rim) |

| Aresztowany: Song Jae-rim Wygrana: Jang Jin (+100), Park Ji-yoon (+100), Jung Eun-ji (+100), Kim Ji-hoon (+100), Yang Se-hyung (+100) |

| Właściciel Kim (Kim Ji-hoon) |

| Aresztowany: Kim Ji-hoon Wygrana: Jang Jin (+100), Park Ji-yoon (+100), Jung Eun-ji (+100), Song Jae-rim (+100) |

| Profesor Yoon (NS Yoon-G) |

| Aresztowany: Kim Ji-hoon Wygrana: NS Yoon-G (+300) |

| Profesor Yoon (NS Yoon-G) |

| Aresztowany: Kim Ji-hoon Wygrana: NS Yoon-G (+300) |

| CEO Jung (Jung Eun-ji) |

| Aresztowany: Jung Eun-ji Wygrana: Park Ji-yoon (+100), Jinyoung (+100), Jang Jin (+100), Yang Se-hyung (+100) |

| Panna Jung/Niania Jang (Jung Eun-ji) |

| Aresztowany: Jung Eun-ji Wygrana: Park Ji-yoon (+200), Jang Jin (+100), Kim Ji-hoon (+100), Sojin (+100) |

| Team Leader Cha Eun-woo (Cha Eun-woo) |

| Aresztowany: Cha Eun-woo Wygrana: Park Ji-yoon (+100), Jang Jin (+100), Kim Ji-hoon (+100), Yang Se-hyung (+100), Jung Eun-ji (+100) |

| Park Ji-yoon |

| Aresztowany: Park Ji-yoon Wygrana: Hong Jin-ho (+200), Jang Jin (+100), Kim Ji-hoon (+100), Yang Se-hyung (+100), Jung Eun-ji (+100) |

| Prawnik Hong (Hong Jin-ho) |

| Aresztowany: Hong Jin-ho Wygrana: Jang Dong-min (+100), Park Ji-yoon (+100), Yang Se-hyung (+100), Jung Eun-ji (+100) |

| Biznesmen Jang/Yakuza Jang (Jang Jin) |

| Ofiara: Jang Sung-kyu Aresztowany: Park Ji-yoon Wygrana: Jang Jin (+500) |

| Haenyeo Park (Park Ji-yoon) |

| Aresztowany: Sojin Wygrana: Park Ji-yoon (+400) |

| Jang Jin |

| Aresztowany: Jang Jin Wygrana: Park Ji-yoon (+200), Kim Ji-hoon (+200), Yang Se-hyung (+200), Hong Jin-ho (+200) |

## Oglądalność

### Sezon 2–3
| Sezon 2 | Sezon 2     | Sezon 2     | Sezon 3 | Sezon 3     | Sezon 3     |
| No.     | Data emisji | Oglądalność | No.     | Data emisji | Oglądalność |
| ------- | ----------- | ----------- | ------- | ----------- | ----------- |
| 0       | 2015.04.01  | 0,672%      | 0       | 2017.04.21  | 0,807%      |
| 1       | 2015.04.08  | 1,051%      | 1       | 2017.04.28  | 1,143%      |
| 2       | 2015.04.15  | 1,080%      | 2       | 2017.05.05  | 1,703%      |
| 3       | 2015.04.22  | 1,452%      | 3       | 2017.05.12  | 1,9%        |
| 4       | 2015.04.29  | 1,202%      | 4       | 2017.05.19  | 1,365%      |
| 5       | 2015.05.06  | 1,318%      | 5       | 2017.05.26  | 1.226%      |
| 6       | 2015.05.13  | 1,318%      | 6       | 2017.06.02  | 1,566%      |
| 7       | 2015.05.20  | 1,332%      | 7       | 2017.06.09  | 1,437%      |
| 8       | 2015.05.27  | 1,447%      | 8       | 2017.06.16  | 1,583%      |
| 9       | 2015.06.03  | 1,179%      | 9       | 2017.06.23  | 1,399%      |
| 10      | 2015.06.10  | 1,324%      | 10      | 2017.06.30  | 1,568%      |
| 11      | 2015.06.17  | 1,678%      | 11      | 2017.07.07  | 1,806       |
| 12      | 2015.06.24  | 1,536%      | 12      | 2017.07.14  | 1,478%      |

## Edycje zagraniczne
Mango TV nabyło prawa do stworzenia chińskiej wersji programu, zatytułowanej Mingxing da zhentan (, ang. Who's the Murderer). Program miał swoją premierę 27 marca 2016 roku.